# 刘亚永
刘亚永（1958年4月—），江西都昌人，中国人民解放军中将。
长期在中国人民解放军成都军区服役，曾任陆军第13集团军第149师副师长，陆军第13集团军副参谋长。2008年3月，升任第13集团军参谋长。2010年6月，任陆军第14集团军副军长。2013年4月，改任成都军区装备部副部长。2014年9月，任沈阳军区副参谋长。2016年，出任沈阳军区善后办副主任。2018年4月，升任南部战区副司令员兼参谋长。
2019年6月，晋升中将军衔。